# Медаль «В память Освободительной войны»
Медаль «В память Освободительной войны» (итал. Medaglia commemorativa della guerra di liberazione) — итальянская награда, предназначенная для награждения военнослужащих, сражавшихся как в рядах Сопротивления, так и в составе Итальянской союзнической армии во время гражданской войны в Италии.

## Знак идущей Освободительной войны против немцев
Награда, изначально как знак идущей Освободительной войны против немцев, была учреждена циркуляром № 182 от 21 апреля 1945 года, изданным Военным министерством Королевства Италия.
Предназначалась для награждения подданных Италии, принявших участие в войне против Германии, начавшейся 9 сентября 1943 года, после публикации прокламации Бадольо и закончившийся 8 мая 1945 года, с капитуляцией Германии. Впоследствии, циркуляром от 1950 года, право на награждение было распространено на участвовавших в разминировании территории страны до 16 апреля 1946 года.
Знак представлял собой шёлковую ленту шириной 37 мм, выполненную в цветах итальянского флага с характерными для англо-американцев цветами — тремя красными и двумя синими миллиметровыми вертикальными полосами в центре.

## Знак Освободительной войны
Знак Освободительной войны, носивший исключительно почётный характер, был учреждён указом президента Италии № 1590 от 17 ноября 1948 года.
Новый знак был идентичен знаку 1945 года. За каждый год военной службы на ленту прикреплялась полированная металлическая звезда.
Награждению подлежали:
- военные и военизированные части итальянских вооруженных сил;
- сотрудники финансовой полиции;
- личный состав итальянского Красного Креста[англ.] и Суверенного военного Мальтийского ордена;
- ассоциированные с войсками гражданские лица;
- погибшие в ходе военных действий;
- служившие, начиная с 9 сентября 1943 года, в составе вооружённых сил Королевства Италия;
- получившие ранения, увечья или болезни, связанные с военными действиями;
- получившие медаль «За воинскую доблесть» или крест «За боевые заслуги».

Кроме того, на награждение знаком имели право те, кому было присвоено звание «боевой партизан».
По закону № 390 от 24 мая 1950 года награждение стало распространяться на военизированный персонал, занимавшийся разминированием наземных и подводных мин, бомб и взрывных устройств на протяжении трёх месяцев до 16 апреля 1946 года.
Специальное разрешение на ношение знака выдавалось по требованию заинтересованных лиц в виде именного удостоверения, выданного органами министерства обороны.

## Медаль «В память Освободительной войны»
Знак был преобразован в медаль «В память Освободительной войны» указом президента № 399 от 6 мая 1959 года.
На аверсе образ богини Ромы с могилы Неизвестного солдата в Риме; на реверсе венок из лавровой ветви (слева) и дубовой ветвью (справа) с пятиконечной звездой в центре, надписью «Guerra 1943-45» вверху и буквой «Z» внизу.
Медаль носится с левой стороны груди, на шелковой ленте с идентичными знаку цветами.
И в монархическую, и в республиканскую эпоху за каждый год службы к ленте прикреплялась полированная металлическая звезда:
| Лента              |              |               |               |               |
| меньше года службы | 1 год службы | 2 года службы | 3 года службы | 4 года службы |

## Двойная награда
Вышеупомянутым указом № 1590 был также учреждён знак Военного времени, который тем же указом № 399 был преобразован в медаль. Медаль Военного времени идентична данной награде, за исключением дат («1940-43»). Таким образом, одна награда предназначалась для тех, кто воевал против союзников, а другая — для тех, кто — вместе с союзниками — воевал против Германии. Многие солдаты получили обе награды, поскольку сражались как до, так и вовремя и после 8 сентября.